# メガボルト
メガボルト(Megavolt)、本名エルモ・スパッタスパークは、ディズニーのテレビアニメシリーズ、『ダックにおまかせ ダークウィング・ダック』に登場する架空の怪人である。当初メガボルトは"Dim Bulb"と呼ばれる予定だった。
彼の姿は『犬とネズミとイタチを足して3で割ったような生き物』を擬人化したものである。
英語版声優はダン・カステラネタ、日本語版声優は鈴木勝美（『ダックにおまかせ』）。

## 人物
セントカーナードの皆によく知られている悪人No.3である。ある回においてネガダックがドクター・スラッグのせいでNo.2のままだとこぼしているシーンがあり、彼の読んでいる記事にあるネガダックの写真の下にメガボルトの写真が確認できる。ダークウィング・ダックはメガボルトに『電気椅子を2つ送ること』を要求し、初登場時は怖いキャラクターだと視聴者に思わせたが、結局彼の狂気じみた憎しみがあらわになってしまう。それ以来、彼にはひっきりなしにはっきりとした恐怖が付きまとうようになる。と言うのも、彼は2度も電気私刑を行っており、初登場の時点で少なくとも2人は殺しているからである。
しかし、当然のごとくこのアニメは家族向け作品であるがゆえに（とは言うもののダークウィング自身、夜の巡回で犯罪者たちに制裁を与えていることを自ら明かしているが）、この設定は本編中では詳しく触れられたことはなかった。
これはメガボルトが感電した際、自分の持っていた能力で助かったともいえるだろう。
本編後半になって、ダークウィングとメガボルトが高校のダンスパーティーで初めて出会い、そこで闘争（失敗に終わった）を行ったことが明らかになった。
高校時代のエルモ・スパッタスパークは、牛乳瓶の底のようなメガネをかけており、その時の写真をドレイク・マラードの高校の卒業アルバムでみたゴサリンがスパッタスパークが後のメガボルトであることを知るシーンがある。なお、Batman: Mask of the Phantasmでもブルース・ウェインが、古い写真に若い頃のジョーカーがにやりとした笑顔をバックにして写っているのを見つける場面がある。
いじめっ子が若きエルモ・スパッタスパークの静電気についての講義をサボった際エルモは、電流を吸収して放電しsentienceという形でその場にあった電化製品に電力を与えるため、自らの能力を使った。このとき彼は自分のことをメガワットと名乗りたかったが、ちょうど同じ名前のバンドがダンスパーティーの演奏をしていたため、変更せざるを得なかった。何年かして、卒業アルバムでエルモの写真を見たゴサリンが、彼とメガボルトが同一人物であることを知り、ダークウィングは、メガボルトが近く開かれる高校の同窓会で、いじめっ子たちとダークウィング・ダックに復讐を行おうとしている事を知る。
スパッタスパークは変身すると、ほとんど無限に近い力を得ることができるが、不幸なことに、そのせいで脳の一部が焼かれてしまい、より狂乱した状態に陥る。そのためか、メガボルトは、電球やトースターそして電気で動くもの全ては、彼の助けが必要なとき、彼の力で「手足になってくれる」と信じているため、彼のバッグの中には現金よりもライトやトースターなどがたくさん入っている。本編後期は時折、自分が誰でダークウィングが誰なのかわからなくなってしまうほどの記憶障害に陥ることがある。彼は、焦点のあっていない目を際立たせるようなゴーグルを装着し、黄色いジャンプスーツを着込み、電球のような形の帽子を頭にかぶっている。背中に大きな電力供給用のバッテリーを背負い、腰には大きなソケットをぶら下げている。おそらく自分の力を使った副作用だと思われるが、メガボルトの頭は禿げつつある。しかし回想シーンにおける若い頃の彼の髪型はアフロヘアになっていた。
メガボルトは悪の5人組（ネガダックII、ブッシュルート、リキッデイター、クアッカージャックと彼とで結成されている。クアッカージャックとよく手を組み、彼にスパーキーと呼ばれると怒る。）の一員であり、ネガダックの子分として命令に従うこともあった。その一方で、殺し合っていた悪党たちがもしセントカーナードの町を荒らしたら自分の盗むものがなくなってしまうというだけのことで、ダークウィングと手を組まざるを得なくなることもあった。また別の話でメガボルトは、ダークウィングに電流が反発するように仕向けられた挙句、巨大磁石にされたという負け方をしたこともあった。
頭の回転が鈍くてはっきりしないところがあるにもかかわらず、彼の持っている力のせいで、ダークウィングが “Planet of the Capes”という話でMertzという星に連れ去られた際、メガボルトのことを怪人の説明として使うほど、彼はダークウィングにとって危険な敵となっている。そうでありながらも、ダークウィングはメガボルトのことを本編によく出てくるお茶目な敵だとも思っていた。